# Biserica ursulinelor din Sibiu
Biserica ursulinelor din Sibiu este o biserică greco-catolică construită în secolul al XV-lea pe strada Sării (în prezent strada Gheorghe Magheru) din centrul municipiului Sibiu. Ea a făcut parte din mănăstirea călugărilor dominicani. În anul 1543, în urma Reformei Protestante, populația săsească din Sibiu a trecut la luteranism, iar bisericile catolice au intrat în posesia luteranilor. 
În anul 1728, după eliberarea Transilvaniei din sfera de influență otomană și instaurarea administrației austriece, complexul de edificii al fostei mănăstiri dominicane a fost atribuit călugărițelor ursuline și populat de un grup de călugărițe aduse de la Pojon.
Recepția festivă a ursulinelor la Sibiu a fost făcută în anul 1733 în grădina iezuiților din strada Reconstrucției, grădină în care a fost ridicată ulterior Biserica dintre Brazi.
Biserica a trecut prin mai multe etape de refaceri radicale care au dus la transformarea bisericii dintr-un edificiu în stil gotic într-unul în stil baroc. Clădirile se află situate pe Str. General Gheorghe Magheru (fostă Sării) nr. 34-36. 
Mănăstirea Ursulinelor din Sibiu a fost inclusă pe lista monumentelor istorice din județul Sibiu din anul 2004, având codul de clasificare  SB-II-a-A-12091. Complexul fostei mănăstiri a ursulinelor este format din două obiective: 
- Biserica fostei Mănăstiri a Ursulinelor - datând din 1479, cu refaceri în perioada 1728-1733 și având codul SB-II-m-A-12091.01
- Fosta mănăstire, ulterior clădirea Colegiului Pedagogic - datând din sec. al XV-lea, cu refaceri în perioadele 1733-1772 și 1891-1904 și având codul SB-II-m-A-12091.02

## Istoric

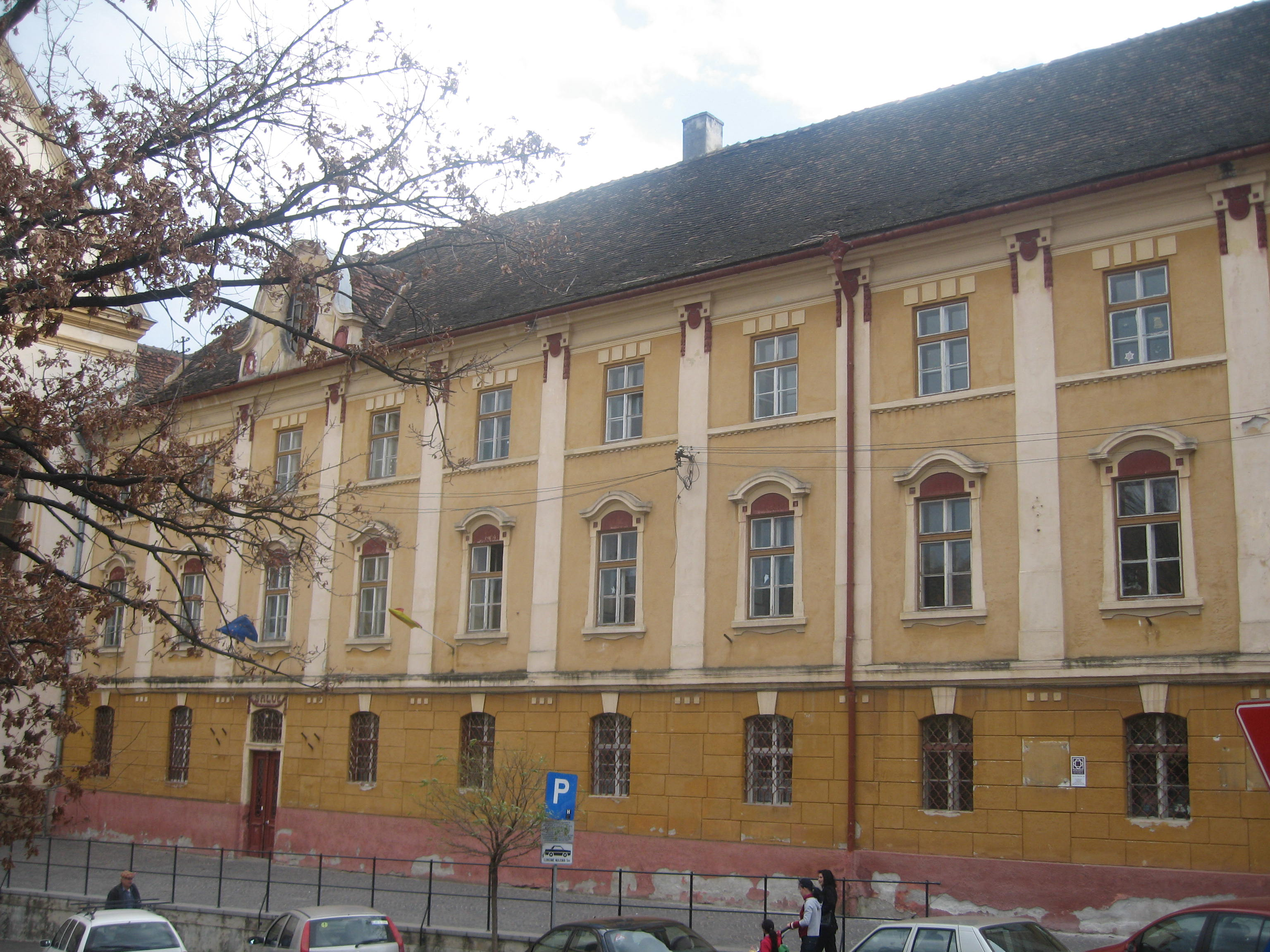
Mănăstirea Ursulinelor din Sibiu

În secolul al XIII-lea, pe locul actual al Capelei Sfânta Cruce s-a aflat o mănăstire a călugărilor dominicani, construită în prima jumătate a secolului al XIII-lea în afara zidurilor cetății. Ea se afla în piața formată la capătul străzii Gușteriței (azi 9 Mai), în apropierea fostei porți omonime. În aprilie 1241, în contextul marii invazii mongole, după cucerirea Kievului la 6 decembrie 1240, hoarda condusă de generalul Subotai "bahadur" a asediat Sibiul și a incendiat mănăstirea. Ea a fost refăcută la scurtă vreme după acest tragic eveniment.
Mănăstirea a suferit mari stricăciuni în urma năvălirii turcilor din anul 1432. Din cauza faptului că mănăstirea era pradă atacurilor inamice, fiind în afara zidurilor cetății, superiorii ordinului dominican au obținut în 1474 autorizația de a construi o mănăstire nouă cu biserică (astăzi Biserica Ursulinelor) în interiorul cetății. 
Biserica actuală a fost construită în anul 1479 de călugări dominicani. Ea a fost realizată în stil gotic, dar ca urmare a faptului că edificiul a fost refăcut radical în perioadele următoare, el are astăzi stil baroc. Elemente gotice se mai păstrează doar în exterior: contraforturile, ferestrele trilobate din partea superioară și portalul de intrare de pe fațada de vest.
În anul 1543, în urma Reformei Protestante, populația săsească din Sibiu a trecut la luteranism, iar bisericile catolice au intrat în posesia luteranilor. Sibiul a rămas timp de 150 ani fără biserici catolice. 
În anul 1688 armatele imperiale habsburgice au pătruns în Transilvania, pe care scos-o de sub influența otomană. Integrarea Transilvaniei în teritoriile Casei de Habsburg a fost consacrată prin Diploma leopoldină din 4 decembrie 1691. Odată cu armatele imperiale s-au așezat în Sibiu călugării iezuiți, care au obținut poziții importante în istoria orașului. La început slujbele religioase catolice se oficiau în Hala Croitorilor din Piața Mare. După iezuiți au venit în oraș călugării franciscani care au preluat fosta biserică minorită (1716) și călugărițele ursuline, care au preluat fosta biserică dominicană (1728).
Călugărițele ursuline au refăcut biserica în perioada 1728-1733, în stil baroc. La 12 iulie 1733 călugărițele ursuline sosite de la Pojon (azi Bratislava) au preluat biserica. În 1733 a fost construită o școală de fete pe amplasamentul vechii mănăstiri dominicane.
Importante lucrări de renovare au avut loc în 1774, cu sprijinul financiar al împărătesei Maria Terezia. Cu acest prilej, deasupra arcului de triumf se află o inscripție în limba latină care amintește de binefăcătoarea bisericii. Textul inscripției este următorul: "†•Haec aedes pietate Mariae Theresiae reginae avgvstae fvlta ac restavrata est•" (în română Acest edificiu este susținut și restaurat prin pietatea augustei regine Maria Terezia.). Textul este scris cu majuscule, iar unele litere sunt marcate cu roșu. Aceste litere sunt de fapt cifre romane, care prin adunare indică anul ultimei mari renovări: "CDIMIIIVVVLCV" (1774).
Biserica ursulinelor a fost restaurată în anul 1969.
Parohia greco-catolică din Sibiu (rămasă fără lăcaș de cult după ocuparea în 1948 a Bisericii Sfinții Petru și Pavel de către o parohie ortodoxă) a făcut o cerere către Federația Ursulinelor din Germania pentru a folosi Biserica "Sf. Ursula" din Sibiu (care aparține Ordinului Ursulinelor), în comun cu Parohia romano-catolică de Sibiu-Centru. Această cerere a fost aprobată de președintele Federației, sora Scholastika Kirschner, fiind obținut și consimțământul surorilor ursuline din Sibiu. După obținerea acestor aprobări, Arhiepiscopia Romano-Catolică de Alba Iulia și-a dat și ea consimțământul, prin actul 1644/1992.
Astfel, la 18 noiembrie 1992, la Oficiul Parohial Romano-Catolic din Sibiu-Centru, s-a încheiat un contract prin care Parohia romano-catolică de Sibiu-Centru, reprezentată de prelatul papal Otto Nutz, paroh și protopop de Sibiu, permitea folosirea temporară a bisericii ursulinelor de către Parohia greco-catolică din Sibiu, reprezentată de prelatul papal Pompeiu Onofreiu (1909-1998), paroh de Sibiu. Parohia romano-catolică a pus o serie de condiții Parohiei greco-catolice, printre care: 
- Parohia greco-catolică nu va plăti nicio taxă pentru folosirea bisericii, dar va suporta 2/3 din cheltuielile cu iluminatul și cu încălzirea. De asemenea, va contribui la repararea bisericii, prin contribuții bănești sau muncă voluntară, precum și la curățenia lăcașului de cult.
- cheile bisericii vor fi păstrate de sora ursulină, care le va da preotului greco-catolic înaintea slujbei și de la care le va recupera după slujbă;
- nu se vor face nici un fel de modificări în lăcașul de cult, prin introducerea unui iconostas sau alt mobilier;
- nu se vor arde lumânări în biserică, ci numai la altar și numai în timpul slujbei de rit răsăritean;
- Parohia greco-catolică va beneficia de donații doar în timpul slujbelor religioase proprii, celelalte donații în cutia milei aparțin Parohiei romano-catolice;
- slujbele de rit răsăritean urmau să fie celebrate duminica și în sărbătorile de poruncă la ora 8.30 și la ora 11.00, iar în timpul săptămânii la ora 07.00, dar nu mai târziu de 07.45.

## Arhitectură și iconografie
Biserica a fost construită inițial în stil gotic. Transformat într-un edificiu în stil baroc, edificiul mai păstrează unele elemente gotice cum sunt contraforturile, ferestrele trilobate în partea superioară și portalul gotic târziu de pe fațada de vest. 
Pe fațada vestică, deasupra portalului de intrare, se află statueta Sf. Ursula într-o nișă de formă semicirculară (în interior). Nișa este realizată în stil baroc, având în interior, la partea superioară, o decorație de tip scoică. Partea superioară a nișei este de formă semicilindrică, fiind supradecorată de falduri. De o parte și de alta a nișei se află două console pe care se sprijină două coloane circulare cu capiteluri în stil corintic care susțin un fronton de formă triunghiulară, a cărui cornișă profilată este decorată cu o friză din elemente florale. 
Statueta Sf. Ursula este așezată pe un soclu de tip baroc, sub care se află un ecuson albastru cu inscripția "Ursula". Capul sfintei este încununat de o coroană, fiind înconjurat de o aură. Ea este îmbrăcată cu o rochie albă peste care se află o pelerină de culoare roșie, prinsă la gât cu o agrafă. Sfânta Ursula ține în mâna dreaptă o frunză de palmier, simbol al martirajului, iar în cealalaltă mână are un steag pe al cărui corp este aplicată o cruce de culoare roșie. Steagul are în vârful lancei o cruce aurită. 
În interior, biserica se prezintă ca o biserică-sală în stil baroc, numai o capelă laterală și sacristia și-au păstrat stilul gotic. Bolțile în stil gotic au fost distruse și înlocuite cu un tavan, doar deasupra balconului unde se află corul se mai află o boltă semicilindrică.
În biserică se află trei altare de dată relativ recentă:
- Altarul principal conține o icoană având ca temă încoronarea Maicii Domnului.
- Altarul lateral din partea dreaptă conține o pictură centrală în care este reprezentată viziunea Sfintei Angela de Merici, în care i se arată Sfânta Ursula. La partea de sus a altarului se află icoana Sfântului Emeric.
- Altarul lateral din partea stângă o reprezintă în pictura centrală pe fondatoarea ordinului maicilor ursuline, sfânta Angela de Merici, instruind copii. În partea superioară a altarului se află icoana regelui Ștefan cel Sfânt.

Pe pilaștrii interiori sunt amplasate statuile diferiților sfinți care se bucurau de o cinstire specială din partea maicilor. Un element inedit îl constituie inscripția de deasupra arcului de triumf, care amintește de binefăcătoarea bisericii, împărăteasa Maria Terezia. Literele textului latin, marcate cu roșu, indică anul ultimei mari renovări (1774).

## Servicii religioase
În prezent, Biserica ursulinelor este folosită atât de comunitatea romano-catolică, cât și de cea greco-catolică din Sibiu. Slujbele religioase romano-catolice sunt celebrate în limba latină în zilele de luni, miercuri și sâmbătă (la ora 08,00) și în limba germană în zilele de duminică și în sărbătorile de poruncă (la ora 08,00).
Din anul 1992 sunt celebrate aici și serviciile divine ale Bisericii Române Unite cu Roma, Greco-Catolică. Parohia Greco-Catolică Sibiu-Centru își desfășoară aici serviciile religioase în duminici și sărbători, după slujbele romano-catolice, până la redobândirea bisericii parohiale proprii, Biserica Sf. Apostoli Petru și Pavel, ocupată de Biserica Ortodoxă Română din 1948 și până în prezent. 
Conform contactului încheiat cu Parohia Romano-Catolică de Sibiu-Centru, slujbele greco-catolice pot fi celebrate duminica și în sărbătorile de poruncă la ora 9.30 și la ora 11.00.

## Imagini

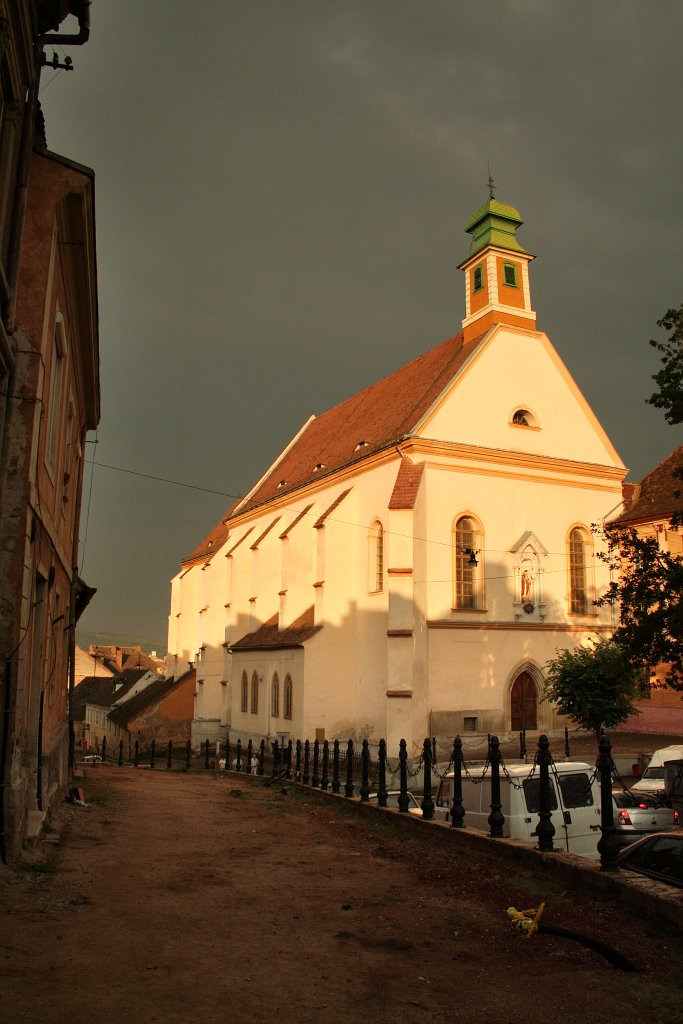
Biserica văzută seara
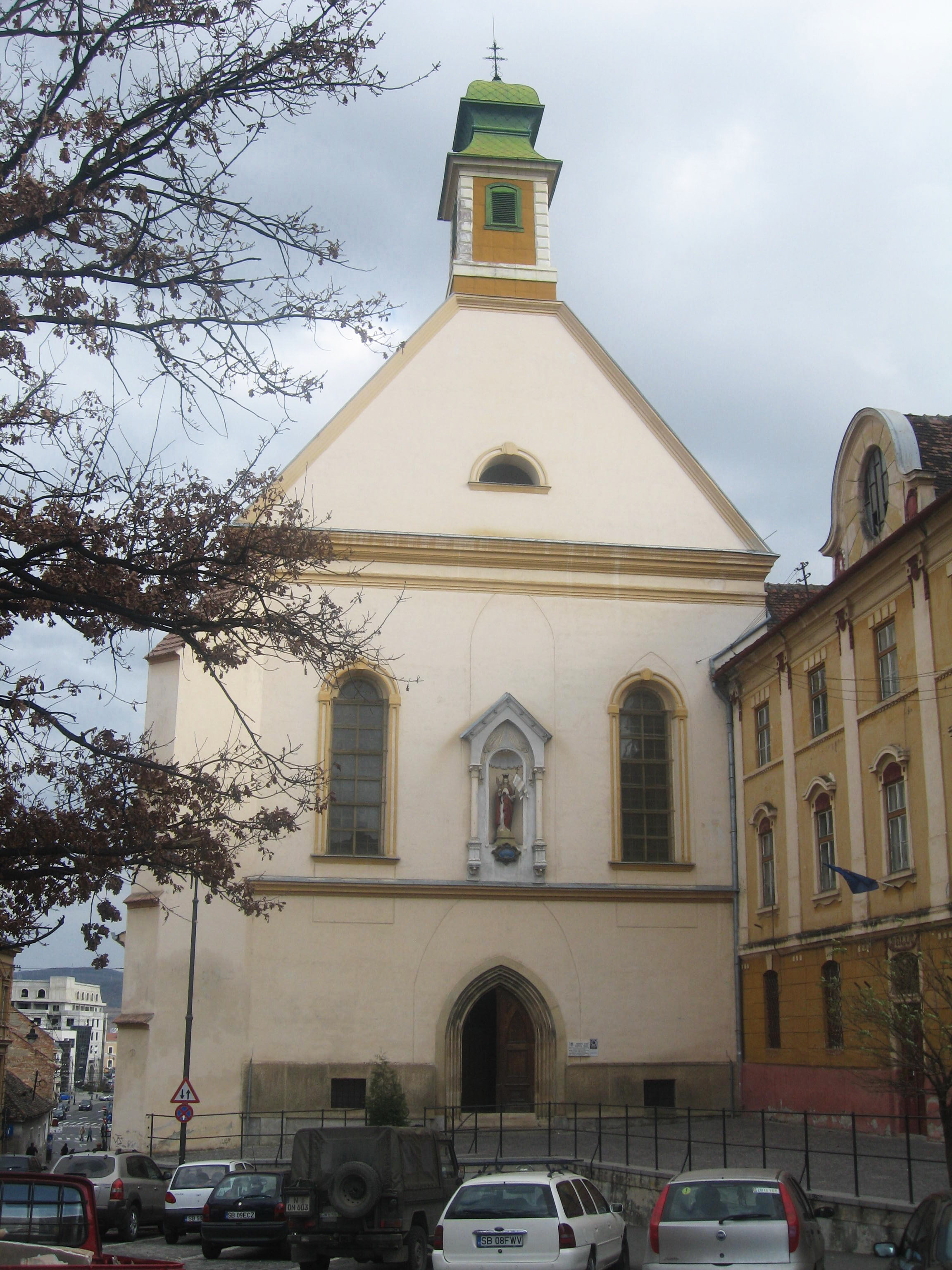
Faţada vestică
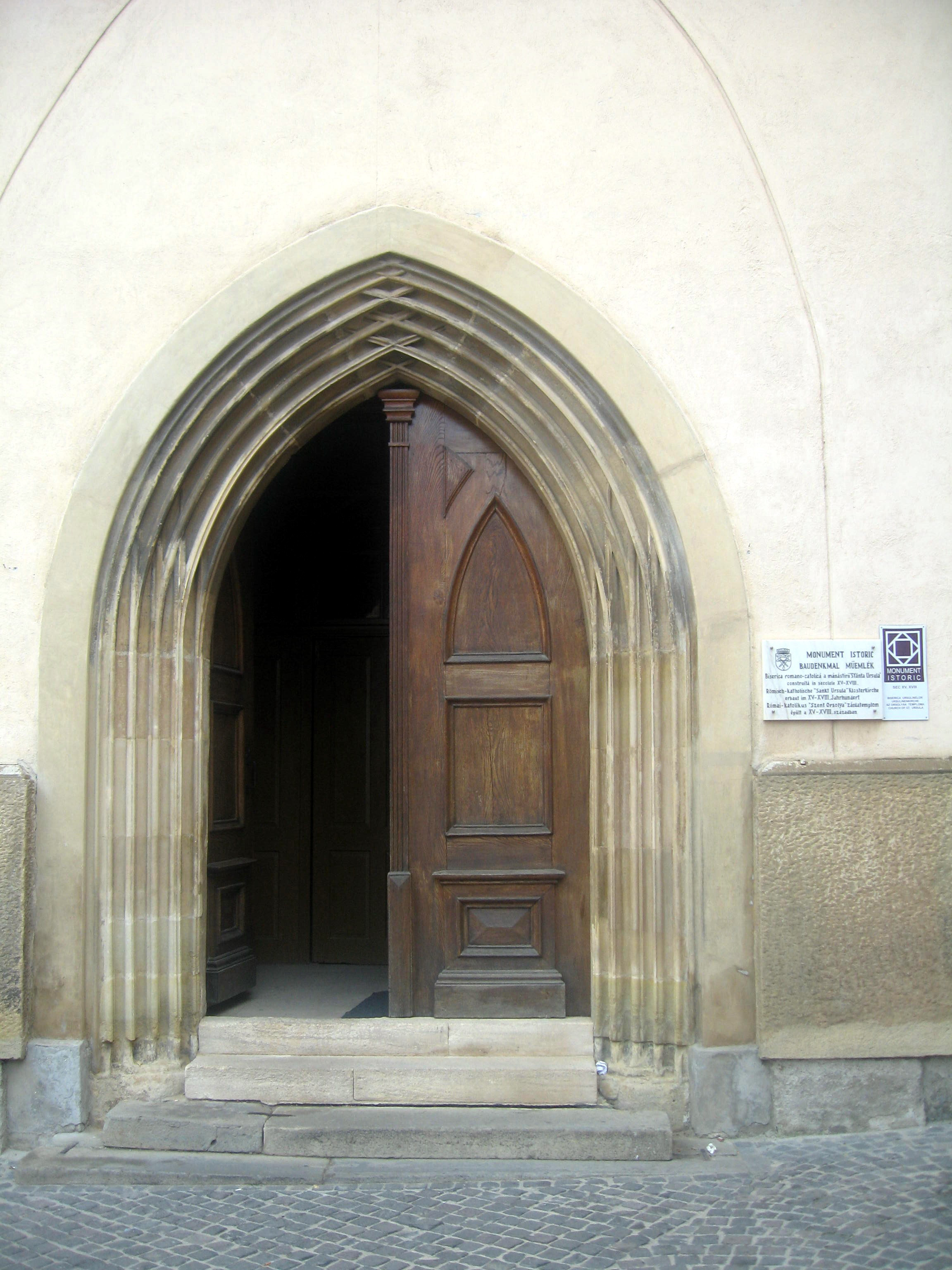
Portalul de intrare în biserică
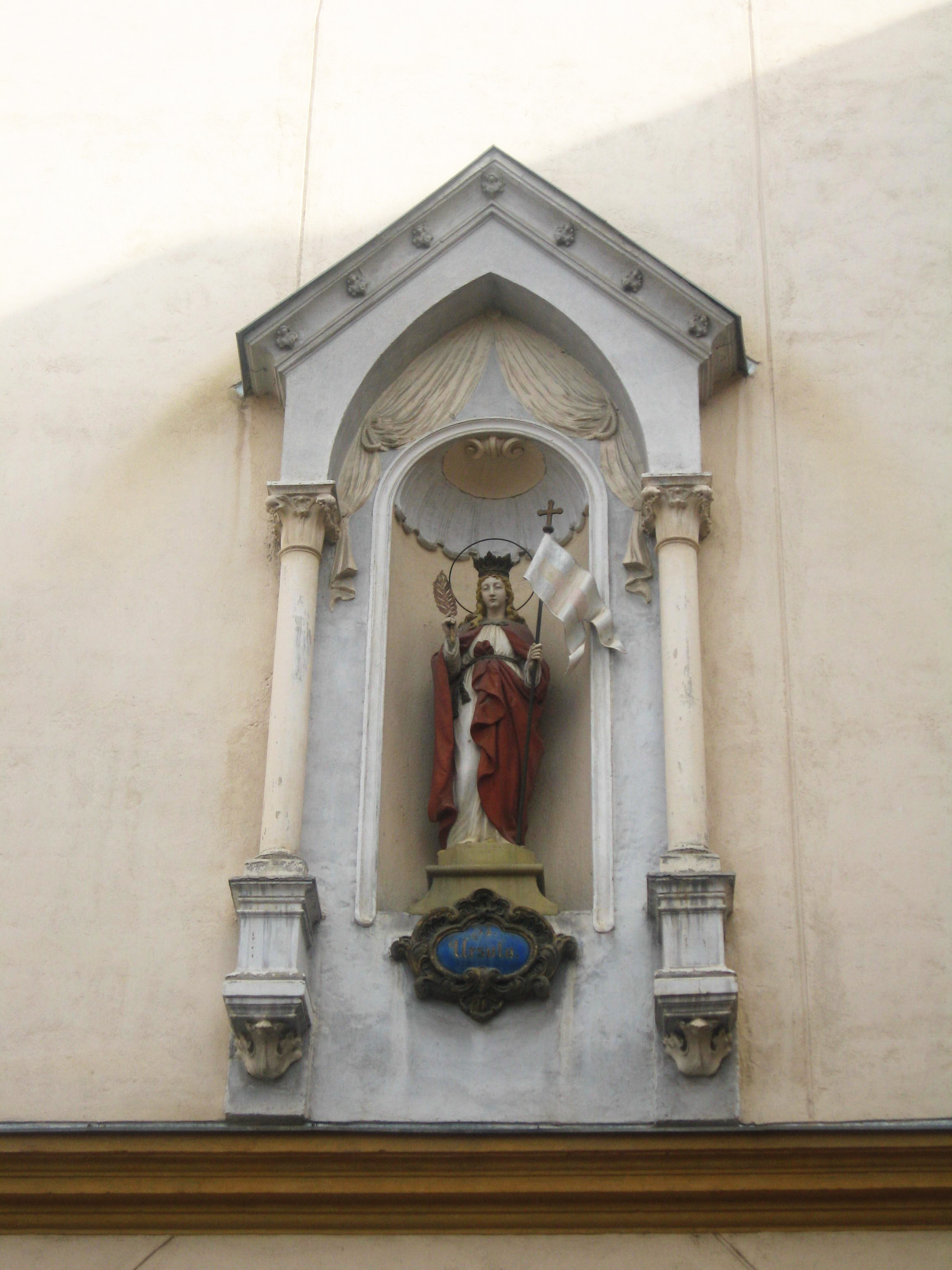
Statueta Sf. Ursula aflată într-o nişă de pe faţada vestică, deasupra intrării
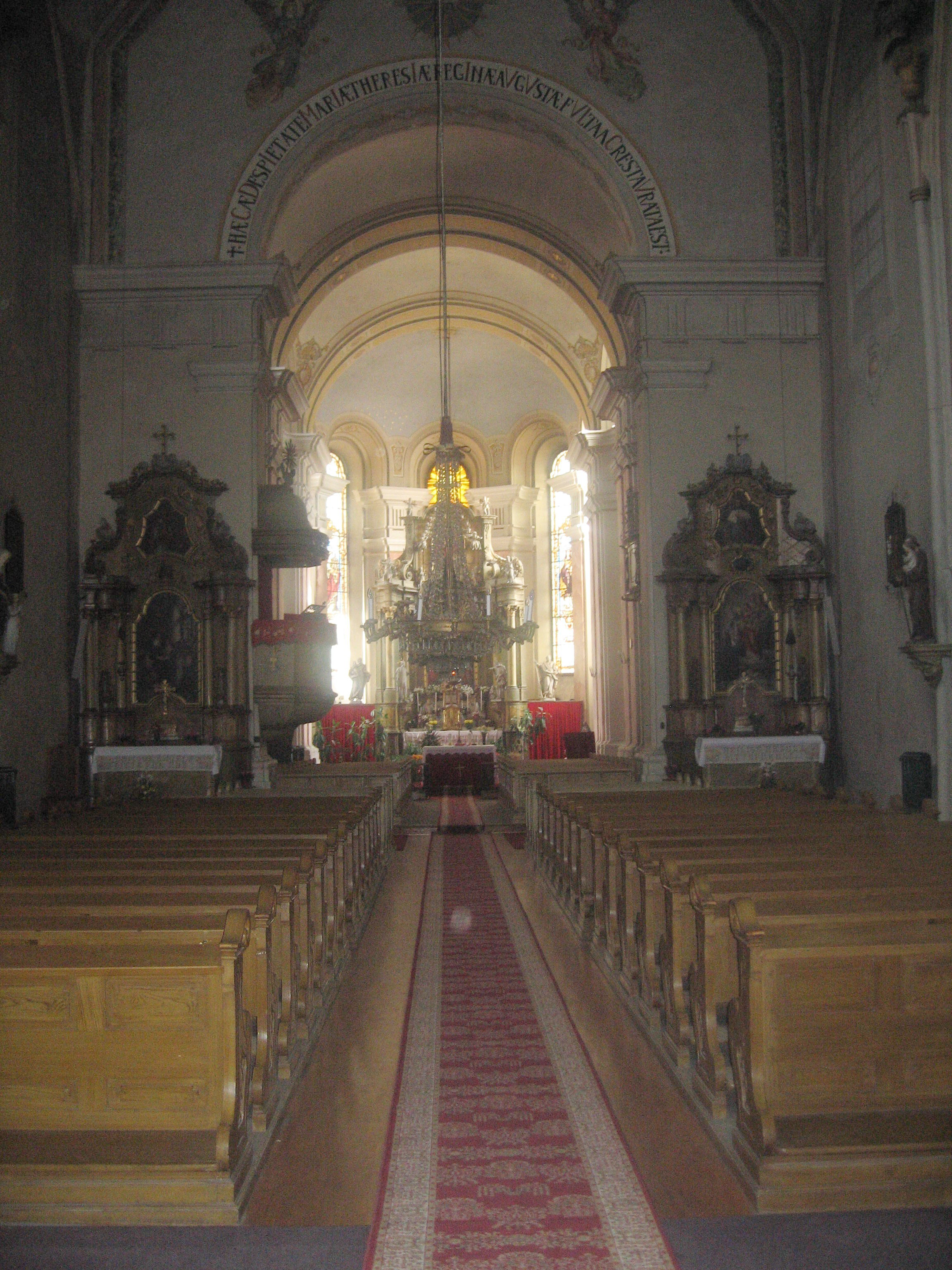
Interiorul
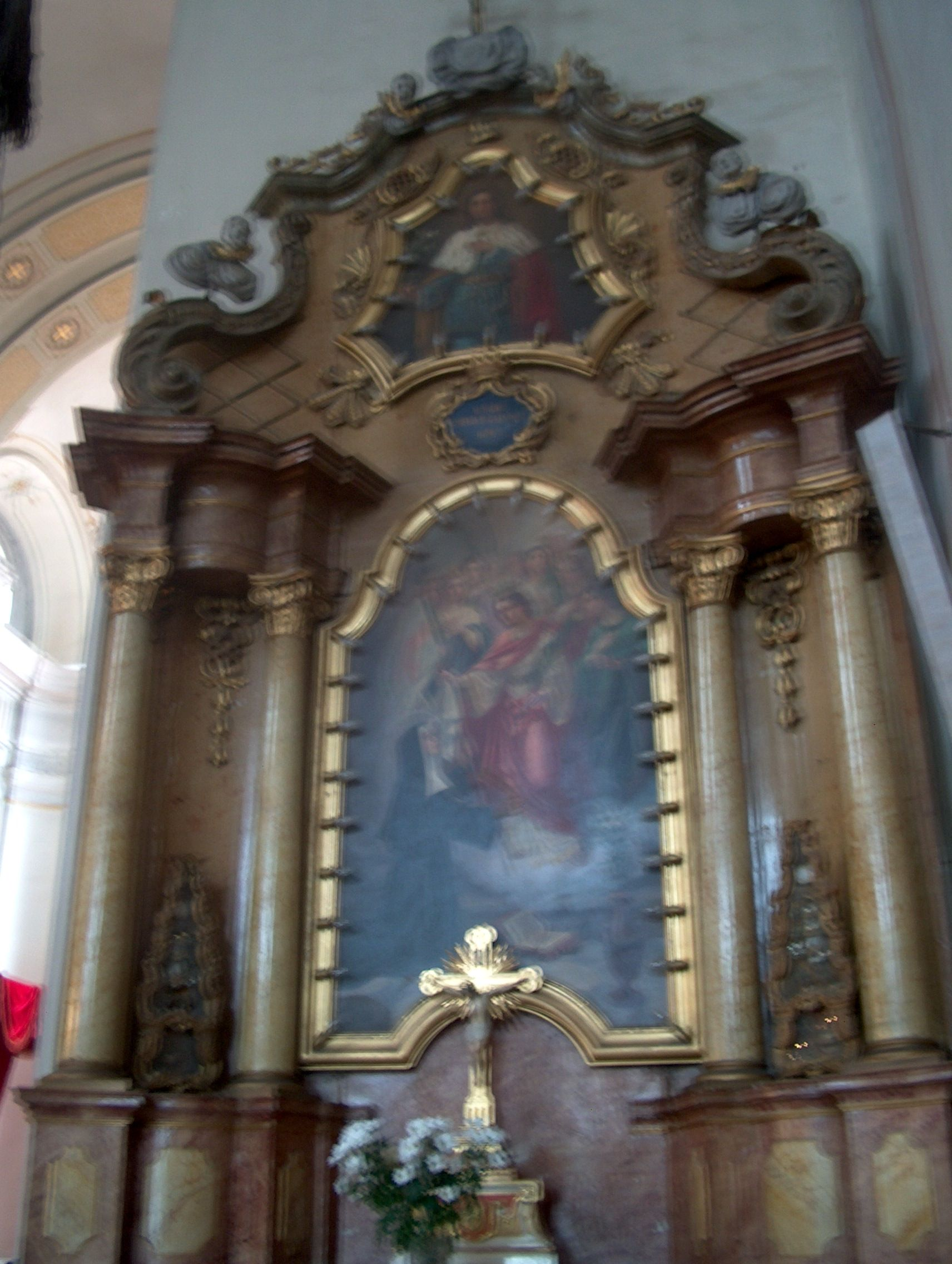
Detaliu din interior